# Kettenrüstung

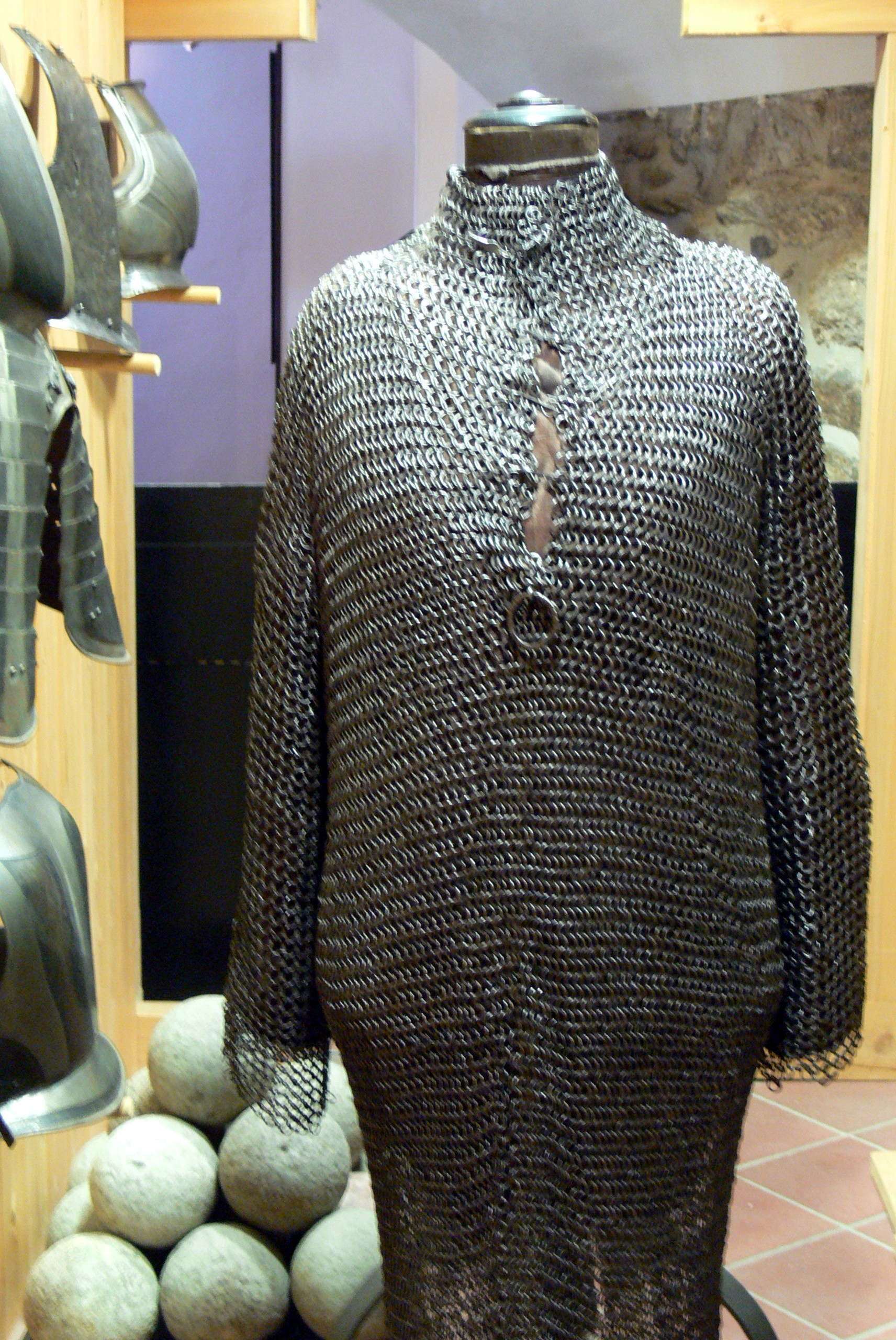
Kettenrüstung, Oberhausmuseum, Passau 15.–16. Jahrhundert

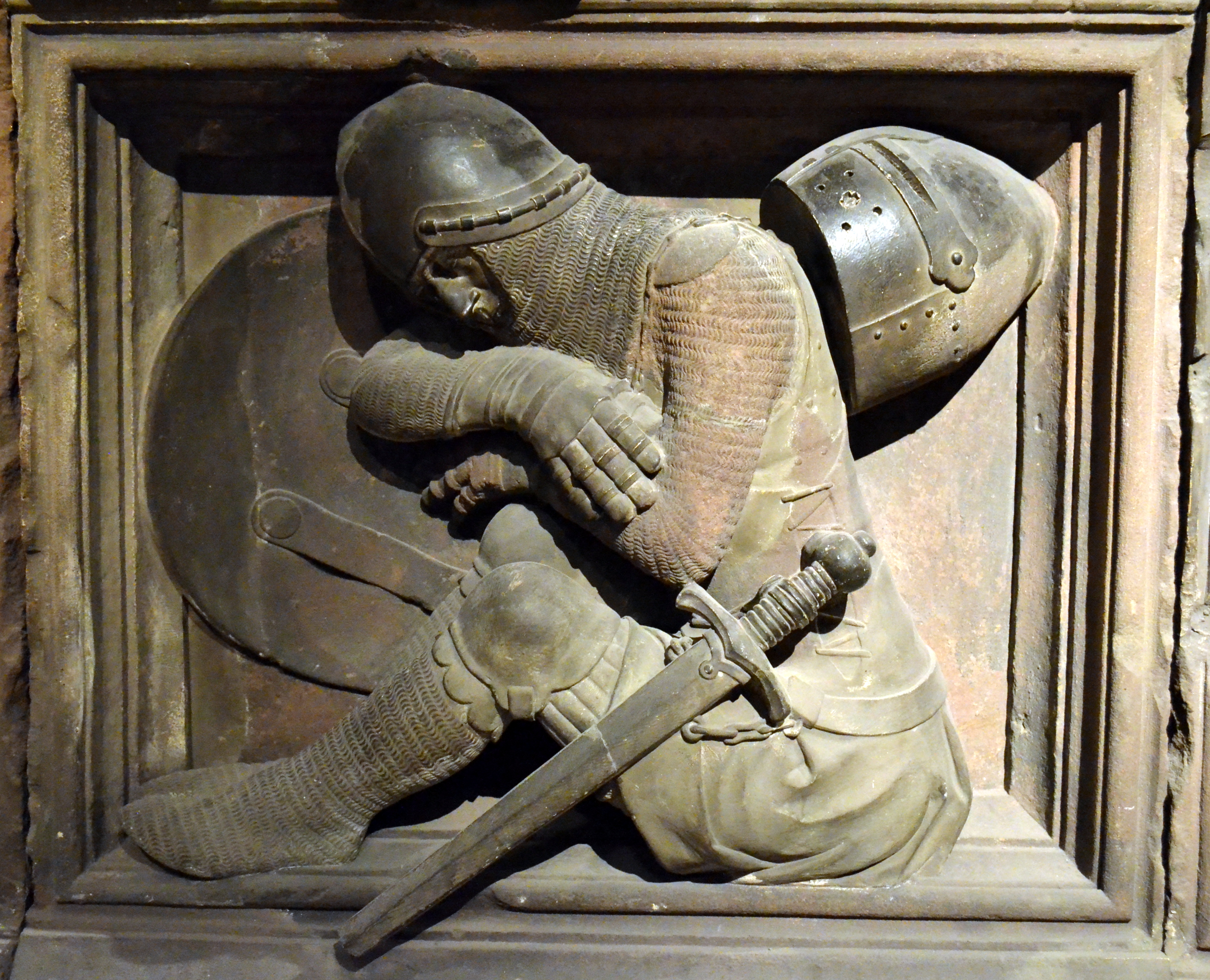
Relief eines Ritters in Rüstung und Waffen

Als Kettenrüstung oder Kettenpanzer (auch Ringpanzer oder Panzerhemd; lateinisch lorica hamata) bezeichnet man eine Rüstung, die aus zahlreichen – feuergeschweißten bzw. vernieteten – ineinander verflochtenen kleinen Metallringen besteht.

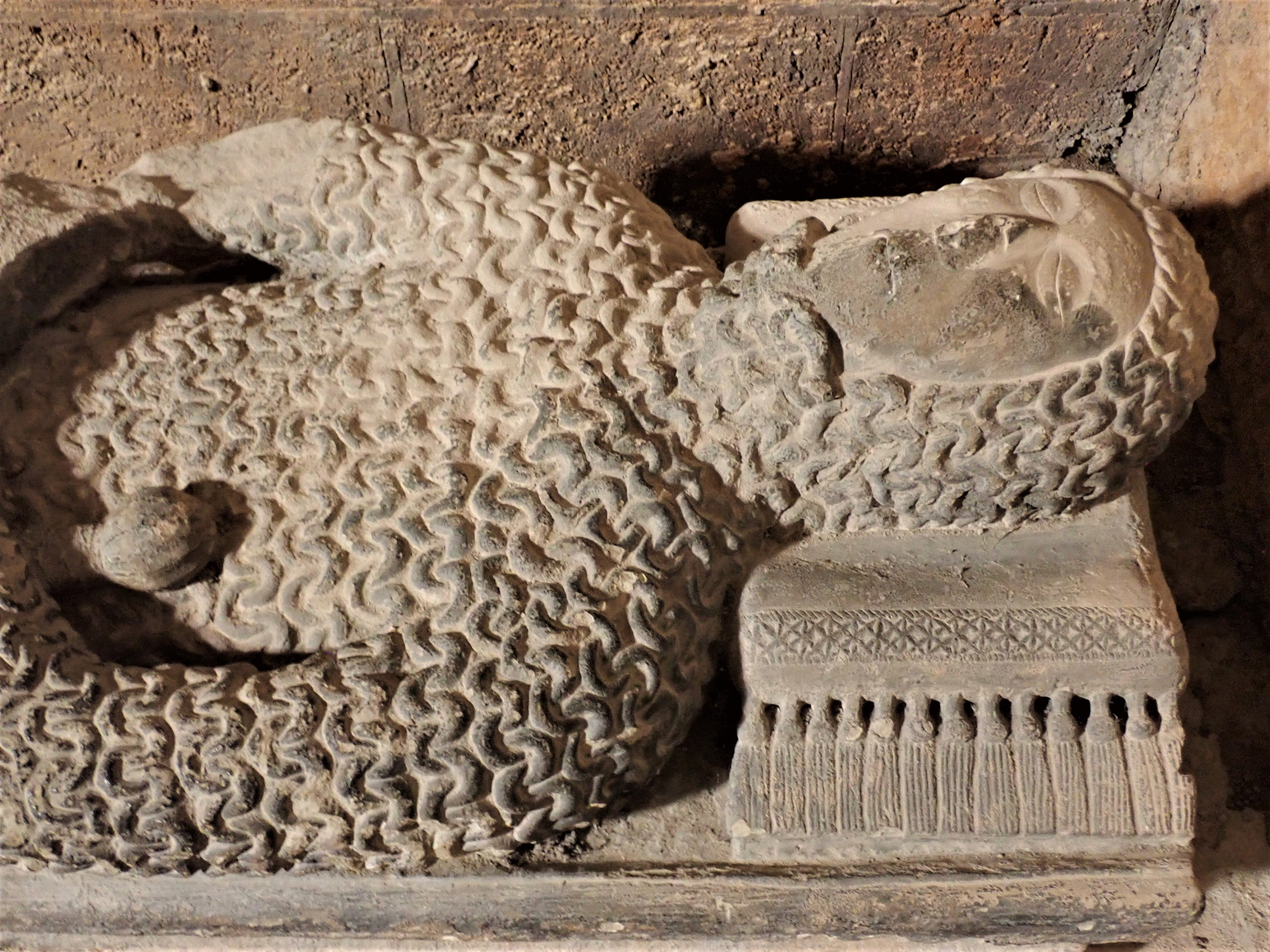
Detail einer Grabplatte mit Kettenrüstung, Abtei Sainte-Marie de Fontfroide

Früheste Nachweise sind bisher aus dem 4. Jahrhundert v. Chr. aus keltischen Gräbern der Eisenzeit bezeugt.
Die Bestandteile der Kettenrüstung absorbieren die meisten Schläge und Stöße durch Waffen, wie Schwertern und wurden im Hochmittelalter dadurch zur gängigen Körperpanzerung.

## Begriff
Der Begriff Kettenhemd ist modernen Ursprungs und wird heute in populärwissenschaftlicher Literatur und umgangssprachlich verwendet. Im wissenschaftlichen Sprachgebrauch bevorzugt man die Bezeichnung Ringpanzerhemd. Die Forschung des 19. Jahrhunderts unterschied zwischen Ringpanzerhemd und Kettenhemd. Sind die Metallringe auf einem Stoff- oder Lederuntergewand befestigt, verwendete die Forschung des 19. Jahrhunderts die Bezeichnungen Brünne oder Kettenhemd. Die Existenz dieser Sonderform gilt nach dem heutigen Stand der Forschung jedoch als unwahrscheinlich, da sie bisher – möglicherweise aufgrund des vergänglichen Untermaterials – nicht durch archäologische Fundstücke gestützt wird.

## Antike

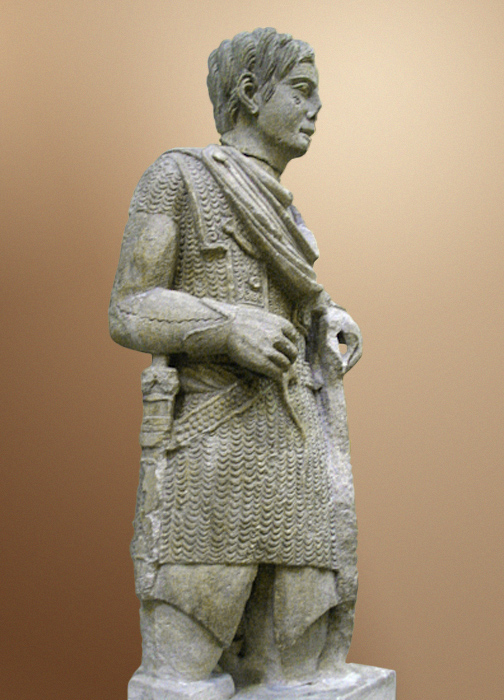
Antike Darstellung eines Galliers in einem römischen Kettenhemd (lorica hamata). Ungewöhnlich ist die unübliche vertikale Bänderung des Ringgeflechtes

Der genaue Ursprung der Kettenrüstung ist nicht bekannt. Aufgrund der archäologischen Fundlage wird dieser aber in Mittel- oder Nordeuropa vermutet. Einer der frühesten Funde von Kettenrüstungen stellt der Moorfund des Hjortspringboots aus dem 4. Jahrhundert v. Chr. im heutigen Dänemark dar. Nach Allan Williams stammt der bislang älteste Nachweis eines Kettenhemdes aus einem keltischen Grab im heutigen Rumänien, welches in etwa in den gleichen Zeitraum datiert wird. Als möglichen Vorläufer für diese Rüstungsform nennt dieser Fachautor ein Fragment einer Panzerung aus einem keltischen Grab in Böhmen (wohl 8. Jahrhundert v. Chr.), bei dem die Eisenringe netzartig auf Schnüre aufgefädelt waren.
Die Römer übernahmen diese Rüstungsart wahrscheinlich im 3. Jahrhundert v. Chr. von ihren nördlichen Nachbarn und verwendeten sie unter der Bezeichnung Lorica hamata. Mit ihren Schulterstücken waren die Loricae Hamatae optisch an den griechischen Leinenpanzer angelehnt. Neben zahlreichen anderen Rüstungsarten wurde die Kettenrüstung in der Spätantike bis zum Untergang des Weströmischen Reichs im 5. Jahrhundert verwendet. Im Oströmischen Reich blieb sie auch weiterhin in Gebrauch. Bei der römischen Kettenrüstung handelte es sich um ein weites Kettenhemd, das bis zur Mitte der Oberschenkel reichen konnte und mit einem verdoppelten Schulterteil versehen war.
Auch im Sassanidenreich wurde das Kettenhemd übernommen.
Die Kettenrüstungen wurden meistens aus Ringen aus Eisendraht gefertigt. Funde legen nahe, dass die Römer mitunter auch Bronzeringe verwendeten. Die Ringe wurden dabei oft miteinander vernietet oder verschweißt. Die Römer verwendeten als spezielle Technik ein Geflecht aus abwechselnd verflochtenen und gestanzten Ringen.

## Mittelalter

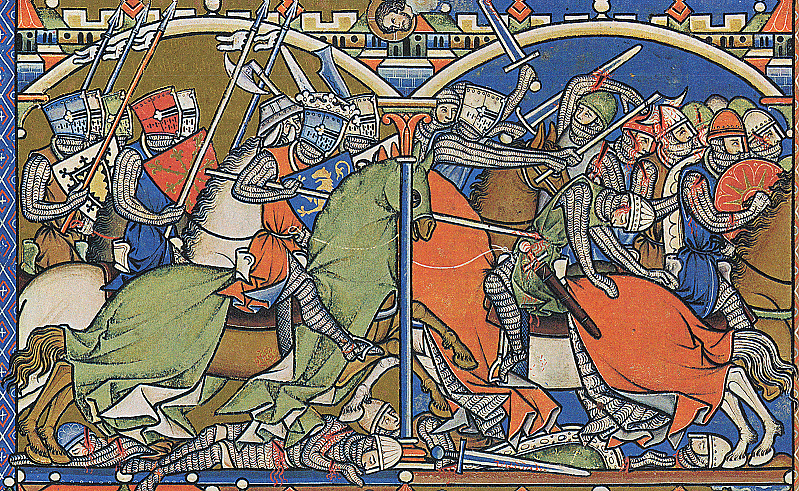
Hochmittelalterliche Kettenrüstung (David schlägt die Philister, Maciejowski-Bibel, um 1240/50)

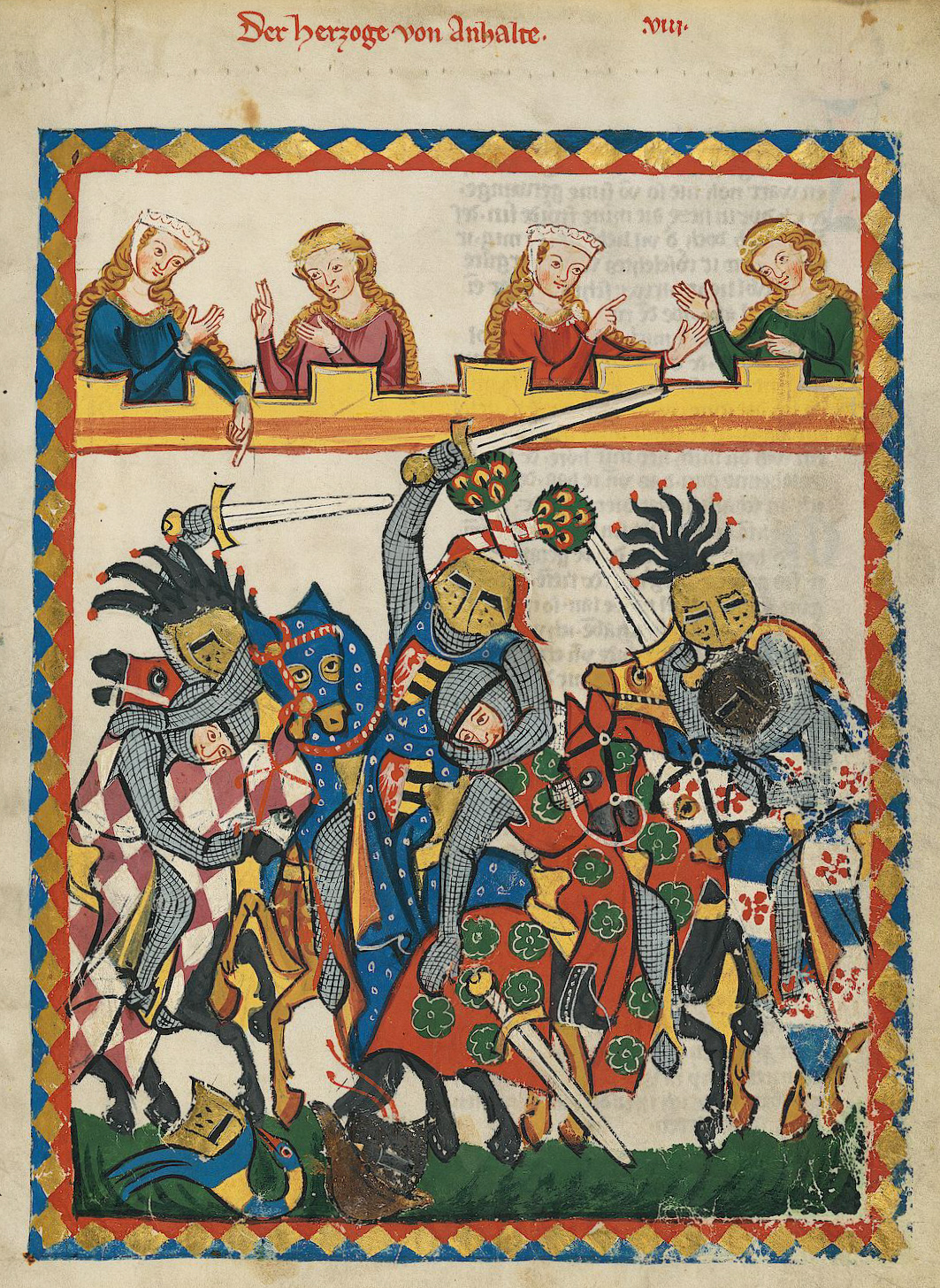
Turnierszene aus dem Codex Manesse. Der Herzog von Anhalt und seine Gegner in der hochmittelalterlichen Primärrüstung

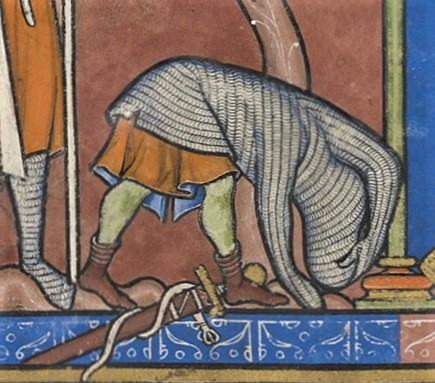
Ablegen eines Kettenhemdes (Maciejowski-Bibel)

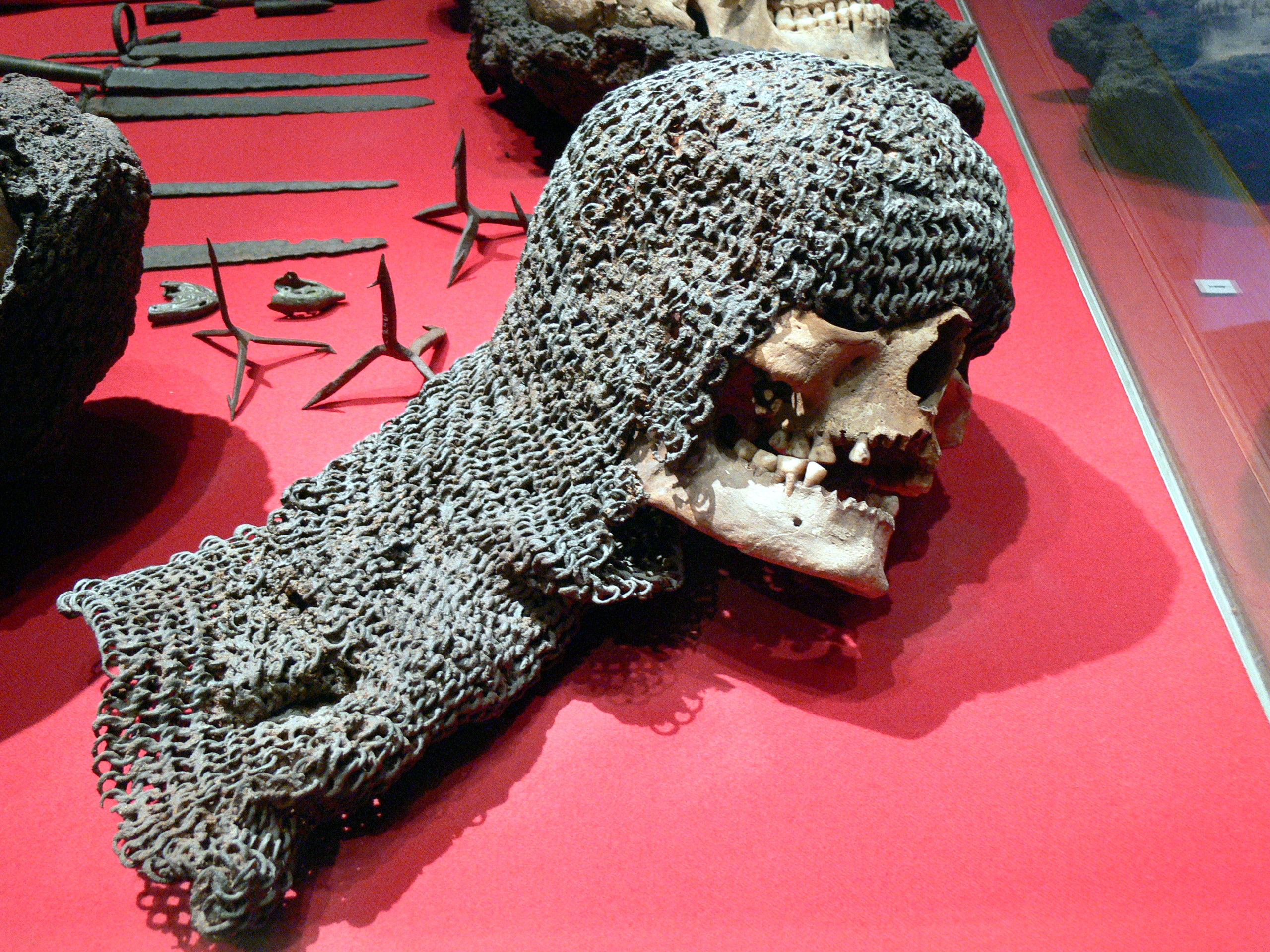
Schädel gefallener Krieger mit Kettenhauben aus einem Massengrab, die bei Waldemar Atterdags Invasion in Visby von 1361 gestorben sind, Fornsalen Museum, Visby (Gotland)

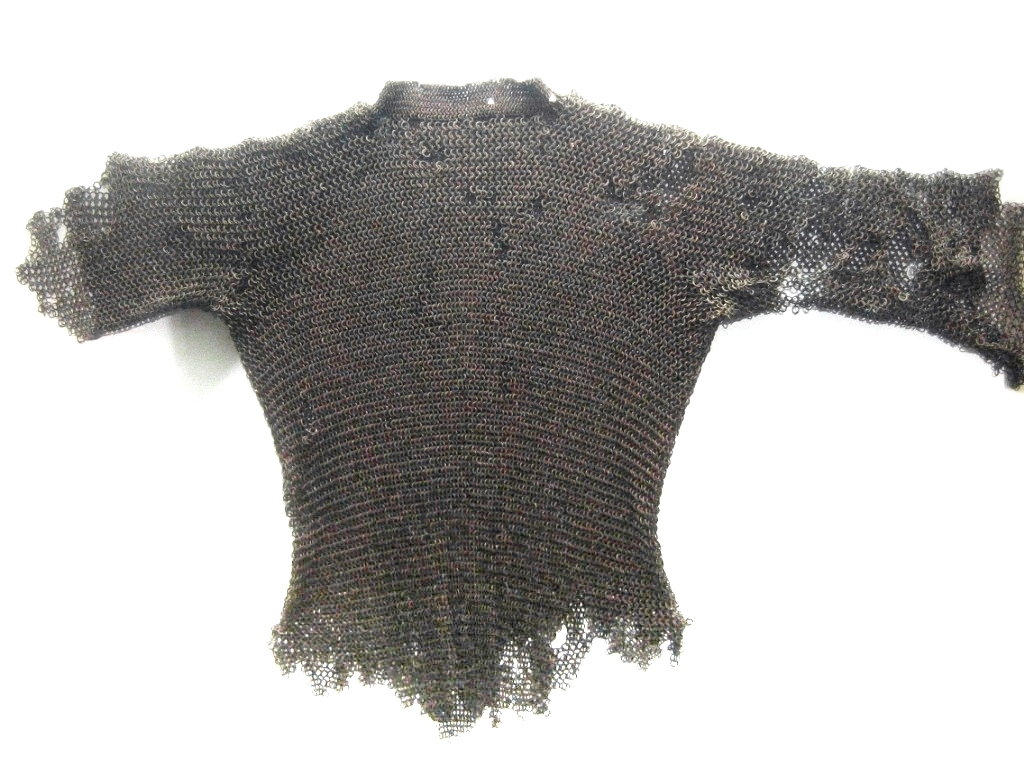
Spätmittelalterliches Kettenhemd im Museum von Bayeux

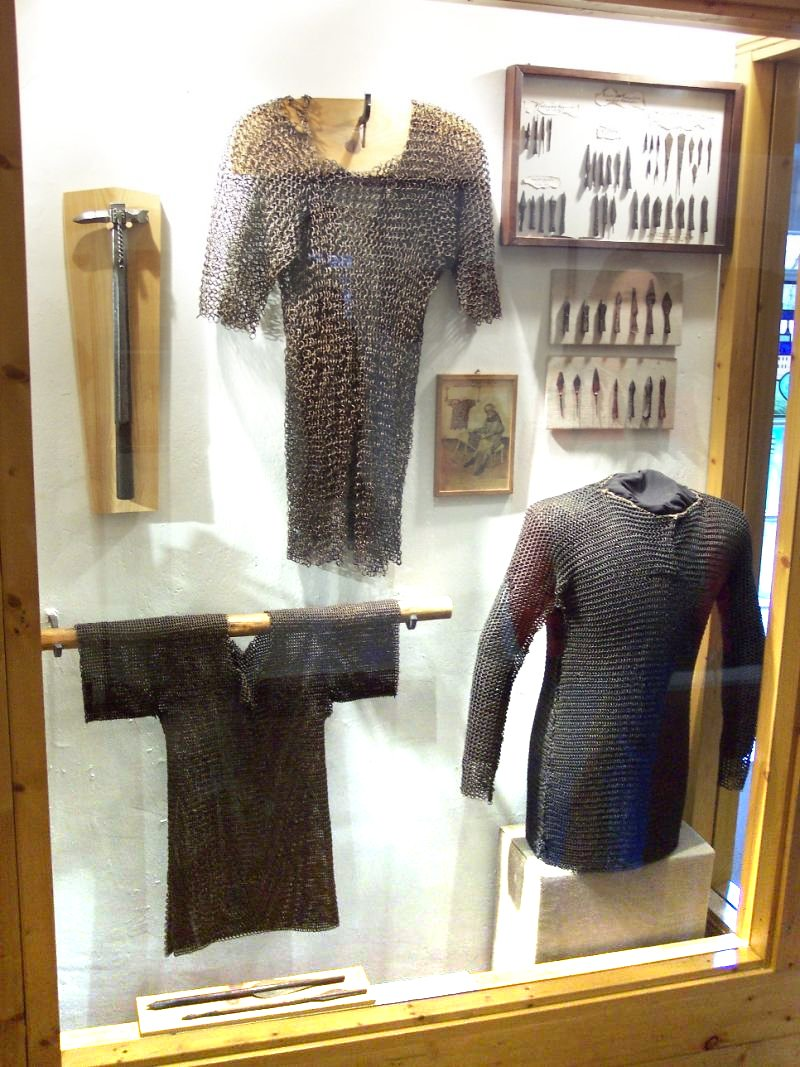
Verschiedene Kettenhemden auf Schloss Burg

Nach dem Zusammenbruch des Weströmischen Reichs gab es lange Zeit keine nennenswerte Rüstungsindustrie auf europäischem Boden (außer in Byzanz), was den Wert einer Kettenrüstung noch erhöhte. Die Kettenrüstung war im Frühmittelalter im Großteil Europas deshalb weniger verbreitet. Man kennt sie zur Zeit der Völkerwanderungen vor allem aus den Gräbern hochrangiger Fürsten, etwa aus Planig und Gammertingen. Darüber hinaus waren die Spangenhelme dieser Zeit zum Teil mit einem Nackenschutz aus Kettengeflecht versehen. Neben Kettenrüstungen existierten im Frühmittelalter diverse Arten von günstigeren Textil- und Lederrüstungen, Lamellenpanzer, zudem Schuppenpanzer. Letzterer bot besseren Schutz gegen Wuchtattacken, da er etwas starrer war, insgesamt war er jedoch dem Kettenhemd unterlegen. Im Gegensatz zur römischen Kettenrüstung bedeckte die Kettenrüstung des Mittelalters immer größere Teile des Körpers. Im 12. und 13. Jahrhundert wurde das Kettenhemd zu einer wichtigen Rüstungsform der Ritter. Neben dem Kettenpanzer trug man Kettenhandschuhe, einen Topfhelm und eine Helmbrünne.
Eine komplette mittelalterliche Kettenrüstung, die einen Großteil des Körpers schützte, bestand aus mehreren zehntausend Stahlringen, die miteinander vernietet wurden, um ein Aufplatzen der Ringe – etwa durch Pfeilschüsse – zu erschweren. Deshalb war es äußerst aufwändig, eine solche Rüstung herzustellen, was sich auch im Preis widerspiegelte. Eine Kettenrüstung konnte so viel kosten wie mehrere Dutzend Rinder, weshalb es sich zunächst nur wohlhabende Adlige – und manchmal auch Geistliche – leisten konnten, eine solche Rüstung zu erwerben. Die Hersteller von Kettenrüstungen wurden im Heiligen Römischen Reich Panzermacher oder Sarwürker/Sarworter genannt. Die Panzermacher waren zunftgebunden. Vor allem das Heilige Römische Reich galt als Hochburg dieses Handwerks in Europa.
Eine Kettenrüstung bot sehr guten Schutz gegen direkte Verletzungen durch Hiebe und Stiche, da ein Durchdringen der Rüstung kaum möglich war. Durch ihre Flexibilität bot sie allerdings nur wenig Schutz gegen die Wucht eines Angriffs. Deshalb gibt es erstmals für das Hochmittelalter sichere Belege dafür, dass unter oder über der Kettenrüstung eine wattierte Textilrüstung getragen wurde, die man als Gambeson bezeichnete. Dadurch wurde zusätzlich zu dem Schutz, den eine Kettenrüstung vor Hieb- und Stichwaffen bot, auch ein größerer Teil der Wucht absorbiert. Die Kombination von Gambeson und Kettenhemd schützte historischen Quellen nach sogar vor Pfeilen von Langbögen, Stichattacken und Lanzenangriffen anstürmender Kavalleristen.
Nachteilig an einer Kettenrüstung war die Tatsache, dass ein Großteil ihres Gewichts auf den Schultern des Trägers lastete. Diese Tatsache wurde dadurch ausgeglichen, dass man einen Gürtel um die Hüfte schlang, so dass einiges Gewicht auf den Beckenbereich abgeleitet wurde. Auch in Verbindung mit einem Gambeson bot sie nur wenig Schutz gegen Streitaxthiebe, Streitkolben und Armbrustbolzen.
Ab der Mitte des 13. Jahrhunderts ging man dazu über, die Kettenrüstung nach und nach durch Metallplatten zu verstärken oder zu ersetzen (Übergangsrüstung). Diese Entwicklung war um das Jahr 1400 abgeschlossen und resultierte in dem Plattenpanzer. Sie lässt sich durch vielfältige soziologische, ökonomische und wissenschaftliche Veränderungen erklären. Tatsächlich war durch neue Entwicklungen (Hochöfen und die Nutzung von Wasserkraft beim Schmieden) und die Vergrößerung der Städte die Bildung spezialisierter Plattnereien überhaupt erst möglich geworden. Die neuen Rüstungen waren wesentlich preiswerter: Ein Plattenpanzer war im 15. Jahrhundert günstiger als ein Kettenhemd, denn ein Kettenhemd herzustellen dauert mehrere Monate, eine Brustplatte hingegen brauchte nur zwei Tage. Dazu kommt, dass in der Kriegsführung die Infanterie immer wichtiger wurde, genau wie Berufssoldaten und Söldner (zum Beispiel die Landsknechte und Schweizer Reisläufer). Selbst schwere Kavallerie wie die französischen Gendarmen waren nicht mehr exklusiv Adlige. Man war also auf der Suche nach Möglichkeiten, viele Kämpfer günstig zu rüsten.
Da ein Plattenpanzer aber möglichst flexibel sein musste, blieben bestimmte Körperteile wie die Achseln und der Genitalbereich ungeschützt. Deshalb trug man noch längere Zeit nach Aufkommen des Plattenpanzers ein Kettenhemd unter dem Harnisch, oder man schützte zumindest die Lücken, die der Plattenpanzer ließ, durch Kettengeflecht oder Schwebescheiben. Bei einfachem Fußvolk war es zum Beispiel während des 16. Jahrhunderts üblich, einen Hals- und Nackenschutz aus Kettengeflecht – den sogenannten Bischofskragen – zu verwenden. Zu Beginn des 16. Jahrhunderts kam zwar ein Genitalschutz für Plattenpanzer – die so genannte Schamkapsel – auf, diese konnte aber auf dem Rücken eines Pferdes nicht getragen werden, weshalb in diesem empfindlichen Bereich manchmal noch Kettengeflecht verwendet wurde. Auch in Fechtkämpfen kam es noch längere Zeit vor, dass man unter der Kleidung ein Kettenhemd trug. Nahezu vollständig erhaltene früh- und hochmittelalterliche Kettenhemden sind nur in sehr geringer Stückzahl bis in die Gegenwart erhalten (Panzerhemd des Hl. Wenzel, Prag, Veitsdom, um 900/10). Die meisten Exemplare in den Museen und Sammlungen stammen aus dem Spätmittelalter oder der frühen Neuzeit oder entstanden gar erst im 19. Jahrhundert in oft hervorragender handwerklicher Qualität.

### Herstellung
Für Kettenhemden aus dem europäischen Raum stellten sich die Arbeitsschritte etwa wie folgt dar:
- Ausgangsmaterial eines Kettenhemds ist der Draht, meist 1–2 mm dick. Dieser musste ursprünglich geschmiedet werden.
- Der Draht wird auf einen Stab aufgewickelt, wodurch der sogenannte „Wurm“ entsteht.
- Dieser wird von der Stange abgezogen und längsseits auseinandergeschnitten. Dabei entstehen einzelne offene Ringe.
- Die Ringe werden zum Vernieten vorbereitet (bzw. die Hälfte der Ringe wurde feuergeschweißt oder aus Blechen ausgestanzt).
- Die entstandenen Ringe werden miteinander verknüpft.
- Die Ringenden werden nun miteinander vernietet.

Ein einziges Kettenhemd entsprach dem Gegenwert von mehreren Rindern. An einem Hemd wurde mitunter bis zu einem Jahr gearbeitet.
Das durchschnittliche Gewicht eines einfachen Kettenhemds mit kurzen Armen beträgt etwa 15 Kilogramm.

## Neuzeit

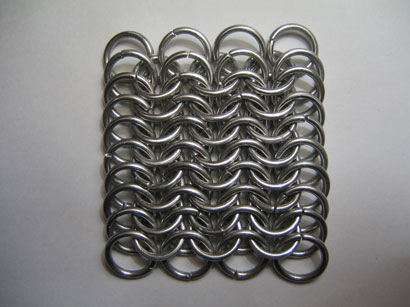
Sechsfach verschränktes, unvernietetes Kettengeflecht

Mit dem Verschwinden des Plattenpanzers in der zweiten Hälfte des 17. Jahrhunderts kam auch das Ende für die Kettenrüstung. In anderen Kulturkreisen fand die Kettenrüstung aber teilweise noch bis weit in das 19. Jahrhundert hinein Verwendung, vor allem im Orient.
Während des Ersten Weltkriegs wurde wieder mit verschiedenen Formen von Rüstungen experimentiert, darunter auch Kettenrüstungsteile. So trugen britische Panzerbesatzungen einen Gesichtsschutz aus Ketten zum Schutz vor Metallsplittern bei Beschuss. Auch während des Zweiten Weltkriegs kam Kettengeflecht als Schutz vor Splittern der Flakgranaten bei amerikanischen Bomberbesatzungen wieder zum Einsatz.
Auf der Suche nach besseren Schutzausrüstungen für Polizei und Armee experimentieren verschiedene Hersteller gegenwärtig wieder mit Abarten von Kettenpanzern in Kombination mit modernen Kunstfasern.
Einige Polizeieinheiten wie das SEK München nutzen Kettenhemden, um Messerstecher mit geringerem Risiko überwältigen zu können.
Heute finden Kettenrüstungen im nicht-militärischen Bereich häufig Verwendung im Live Action Role Playing oder bei Reenactment. Die Szene ist in manchen westlichen Ländern groß und brachte zahlreiche Knüpftechniken hervor (wie Dragonscale oder japanische und persische Muster), darunter auch einige speziell für Schmuck aus Kettenringen – etwa Halsketten, Krawatten oder BHs.
Kettenpanzer aus rostfreiem Stahl werden von Drucklufttauchern eingesetzt, die in Gewässern arbeiten, in denen Haie vorkommen. Diese Kettenanzüge – im Englischen unter anderem „shark suit“ genannt – werden über dem Tauchanzug getragen.
Auch bei bestimmten Arbeiten, zum Beispiel im Fleischer- oder Metzgerhandwerk, werden zum Beispiel Kettenhandschuhe und -schürzen zum Schutz vor Schnitten mit dem Messer getragen. Diese sind jedoch oft in einem grundsätzlich anderen Verfahren hergestellt.

## Akademisches Fechten
Eine Wiederbelebung erfuhr das „Kettenhemd“ in den 1980er Jahren in Mainz als Schutzausrüstung für den Oberkörper beim akademischen Fechten mit scharfen Waffen, der so genannten Mensur. Bis dahin wurde der Oberkörper durch eine Schutzausrüstung aus verstärktem Leder, dem Plastron, vor zu tief angesetzten Hieben geschützt. Diese Plastrons waren sehr dick und steif. Bei einer Bewegung des Fechtarms auf die andere Körperseite („Vorsetzen“) staute sich das Material und behinderte so die Bewegung. Da die neue Lösung die Bewegungsfreiheit des Fechters erhöht, fand sie im studentischen Fechten schnell weite Verbreitung und ist heute allgemein üblich. Zum Schutz vor versehentlichem Stechen wird in der Regel eine beschusshemmende Weste unter dem Kettenschutz getragen.

## Rost
Rost ist für Kettenrüstungen kaum ein Problem, wenn sie regelmäßig getragen und sorgfältig gelagert werden. Nach Auskunft des Experimentalarchäologen Marcus Junkelmann, der viele Erfahrungen mit Nachbauten römischer Kettenpanzer sammelte, reiben die Ringe bei Bewegungen des Trägers unablässig aneinander und scheuern so den Rost ab. Bei ständigem Tragen ist nicht einmal Einölen erforderlich, selbst bei nassem Wetter und sogar beim Einsatz im Wasser. Lediglich ein intensiver schwarzer Eisenabrieb ist festzustellen. Bei unsachgemäßer Lagerung kann ein unbenutzter Panzer aber schnell zu einem Klumpen zusammenrosten, verschiedene Beispiele sind aus archäologischen Funden erhalten.